# Uhsmannsdorf

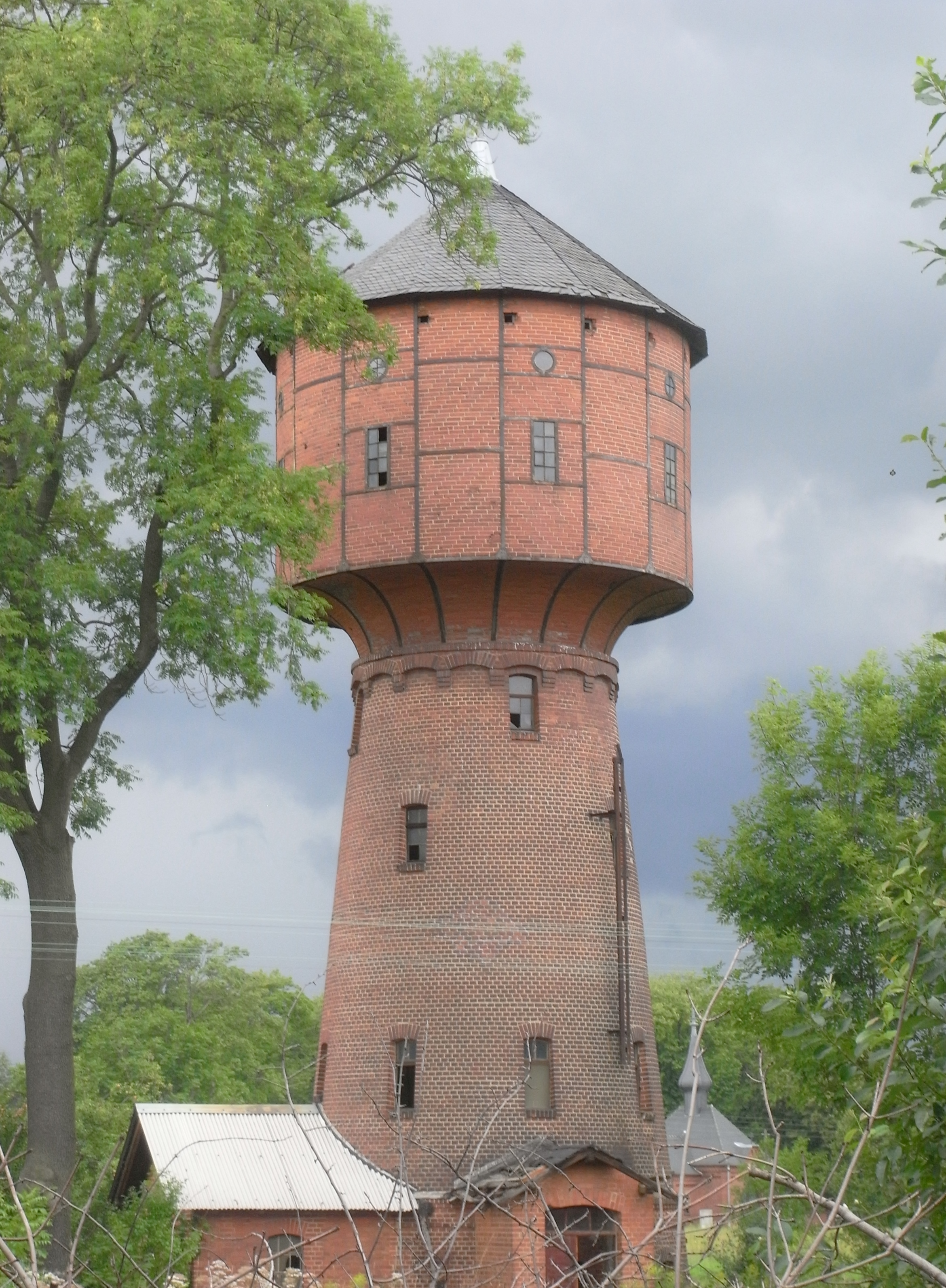
Ehemaliger Wasserbehälter des Bahnhofs

Uhsmannsdorf (obersorbisch Husmanecy) ist der westlichste Ortsteil der oberlausitzischen Kleinstadt Rothenburg/Oberlausitz.

## Geographie
Uhsmannsdorf liegt an einer Wegkreuzung mittig zwischen Niesky und Rothenburg in West-Ost-Richtung und zwischen Spree und Horka in Nord-Süd-Richtung. Westlich von Uhsmannsdorf und nördlich von Niesky liegt der Vorort Spreehammer, der anteilig zu Trebus und Uhsmannsdorf gehört.
Von Rietschen aus kommend führt die Bahnstrecke Berlin–Görlitz mit einem Haltepunkt durch Uhsmannsdorf nach Horka, wo sie die Bahnstrecke Węgliniec–Falkenberg/Elster kreuzt.
Durch die Ortschaft fließt der Weiße Schöps, der früher eine Mühle antrieb.

## Geschichte
Uhsmannsdorf wurde 1388 urkundlich als Osansdorf erwähnt. Allerdings werden bereits 1367 ein Nicze Osanstorf und 1376 ein Petir Osansdorf im ältesten Görlitzer Stadtbuch genannt. Der Ortsname deutet darauf hin, dass das Straßendorf von deutschen Siedlern angelegt und nach seinem Locator, einem Osann, benannt wurde.
In den Görlitzer Stadtbüchern wurden 1413 die Brüder Thymo und Nicol von Rothenburg als Besitzer von Osinsdorff genannt. Die Umdeutung des Ortsnamens geschah nur allmählich, 1562 wird Vsesdorf genannt, 1732 Ußdorf und 1759 Ußmannßdorf.
Das am Neugraben gelegene Spreehammer wurde 1527 durch den Görlitzer Rat als Hammerwerkssiedlung ursprünglich auf der Flur der Ortschaft Spree erbaut. Dieser Ort befand sich von 1465 bis 1547 im Besitz der Stadt Görlitz. 1531 wird in den Görlitzer Zinsbüchern erstmals der Hammermeister zu Spree genannt.
Die Lage an einer Heeresstraße wirkte sich in Kriegszeiten äußerst negativ auf die Ortsentwicklung aus. Im Siebenjährigen Krieg (1756–1763) wurde das Dorf stark geplündert. Auch die napoleonischen Kriege brachten ein halbes Jahrhundert später viel Leid. Die Kriegslasten wurden 1813 auf 1425 Taler beziffert, dazu kommen Abgaben an und Plünderungen durch Soldaten.
Als Folge der napoleonischen Kriege lag Uhsmannsdorf in dem Teil der Oberlausitz, den Sachsen 1815 an Preußen abtreten musste. Die Gemeinde wurde daraufhin in den neu gebildeten Landkreis Rothenburg (Ob. Laus.) eingegliedert.
1830 wurde auf dem Dorfplatz eine „Gedenkeiche“ gepflanzt, die daran erinnern sollte, dass „1746 eine Schäfersfrau vom Scharfrichter an die Staupsäule gebunden und mit dem Staupbesen geschlagen wurde, weil sie den Vogt Christian Wischke mit einem Zaunpfahl getötet hatte.“
Der Bau der Bahnstrecke Berlin–Görlitz 1867/1868 durch die Berlin-Görlitzer Eisenbahn-Gesellschaft brachte Uhsmannsdorf einen Bahnhof, der sich günstig für die weitere Ortsentwicklung erweisen sollte. Der Fabrikant Otto Künzel hatte 1890 eine Tafelglashütte gebaut, die den Ort weithin bekannt machte.
Nach dem Ende des Zweiten Weltkriegs wurde Uhsmannsdorf wieder eine sächsische Gemeinde und infolge der Verwaltungsreform von 1952 dem Kreis Niesky zugeordnet.
Zum 1. Januar 1999 wurde Uhsmannsdorf nach Rothenburg/Oberlausitz eingemeindet. Das Dorf ist der einzige Ortsteil Rothenburgs, der nicht im Rothenburger, sondern im Horkaer Vorwahlbereich 035892 liegt.
Heute ist die frühere Tafelglasfabrik als Flachglas Uhsmannsdorf GmbH der Hauptarbeitgeber am Ort.

### Bevölkerungsentwicklung
| Jahr | Einwohner |
| ---- | --------- |
| 1825 | 230       |
| 1837 | 250       |
| 1871 | 407       |
| 1885 | 375       |
| 1905 | 488       |
| 1925 | 671       |
| 1939 | 781       |
| 1946 | 835       |
| 1950 | 941       |
| 1964 | 892       |
| 1990 | 945       |
| 1994 | 899       |
| 1996 | 932       |
| 1998 | 901       |
| 2006 | 786       |
| 2011 | 694       |

Im Jahr 1777 waren die Auswirkungen der drei Schlesischen Kriege noch spürbar; obwohl seit 1763 Frieden herrschte, lagen acht Wirtschaften noch immer wüst. Im Ort lebten in jenem Jahr drei besessene Mann, fünf Gärtner sowie acht Häusler. In Spreehammer gab es neun Häusler.
Zwischen 1825 und 1939 stieg die Einwohnerzahl Uhsmannsdorfs um mehr als das Dreifache von 230 auf 781 an. Nach dem Krieg stieg sie weiter an und näherte sich der Marke von 1000 Einwohnern, fiel bis 1964 jedoch wieder auf etwa 900 Einwohner ab. In diesem Bereich bewegte sich die Einwohnerzahl in den nächsten Jahren.
Auch nach der Wende bewegte sich die Einwohnerzahl der Gemeinde zwischen 900 und 1000, näherte sich jedoch deutlich der unteren Grenze an und durchbrach diese mehrfach kurzzeitig. Nach der Eingemeindung fiel sie auf 786 im Jahr 2006 ab, 2011 lag sie noch bei 694.

## Persönlichkeiten des Ortes
- Alfred Hugenberg (1865–1951), deutschnationaler Großunternehmer und Wegbereiter der NSDAP-Herrschaft. Sein Rittergut wurde 1945 entschädigungslos enteignet.